# 虹を翔る覇者
『虹を翔る覇者』（Rising or Rainbow Rising）は、1976年5月にブラックモアズ・レインボー（Blackmore's Rainbow）の名義で発表された、レインボーのセカンド・アルバム。

## 概要
主宰者であるリッチー・ブラックモア（ギター）は前作『銀嶺の覇者』（1975年）を発表した後、ロニー・ジェイムス・ディオ（ボーカル）以外の3人のメンバーを解雇し、コージー・パウエル（ドラムス）、ジミー・ベイン（ベース）、トニー・カレイ（キーボード）を迎えた。
パウエルは1970年から1972年までジェフ・ベック・グループに在籍して2作のアルバムの製作に携わったという経歴を持ち、ある程度の名声を得ていた。ブラックモア、ディオ、パウエルは以後、1978年にディオが脱退するまで数年にわたってバンドの中心的な役割を担っていき、日本では彼等3人が軸に据えられた体制が『三頭政治』などと呼ばれた。
新体制になった彼等は1975年11月10日にモントリオールで初舞台を踏んだあと、12月上旬までアメリカ・ツアーを行なった。そして1976年2月14日から10日間にわたって、前作と同じくミュンヘンのミュージックランド・スタジオで本作の録音を行ない、同年5月15日に発表した。

### 原題
原題は各国レコードレーベルの解釈時期により、Rainbow Rising（レインボー・ライジング）とRising（ライジング）の2種が存在する。世界中のアルバム情報を収集しているDiscogsのデータベースによれば、初回発売以降1970年代の各国プレス（主にポリドール・レコードおよびオイスター・レコードの系列）では盤面にグループ名とタイトルのBlackmore's Rainbow『Rainbow Rising』、もしくは『Rainbow Rising』のみが刻印されていた。1980年代前半に再発されたメキシコ盤ではBlackmore's Rainbow『Rising』の表記が確認できる。1990年代以降のCD化が大半になってからは、ジャケットカバーアートのオリジナルロゴそのままを盤面に印刷し、タイトル名2種どちらとも解釈できる表記も出現している。
日本の初回盤はPolydor K.K.からの配給で、CD化以降の再発盤も一貫してBlackmore's Rainbow『Rainbow Rising』の表記が多数であった。

### New York MixとLos Angeles Mix
本作には、New York MixとLos Angeles Mixという2種のミックス盤が流通した。前者はLP盤と1999年リマスター盤、後者は初CD化盤に使用された。これにより、どちらのマスターテープを音源にしたかによってサウンドに差異が存在する。例えば「スターゲイザー」の場合、New York Mixにあったシンセサイザーのエフェクト音がLos Angeles Mixでは削除されている。
さらに2011年、New York MixとLos Angeles Mixに加えて完成前のデモ音源であるRough Mixをボーナス・トラックとして収録した、"Rising - Deluxe Edition"が発表された。この音源には、デモの段階では存在していた「スターゲイザー」のイントロダクションも収録されている。

## 収録曲
1. タロット・ウーマン Tarot Woman - 5:58
2. ラン・ウィズ・ザ・ウルフ Run with the Wolf - 3:48
3. スターストラック Starstruck - 4:06
4. ドゥ・ユー・クローズ・ユア・アイズ Do You Close Your Eyes - 2:58
5. スターゲイザー Stargazer - 8:26
6. ア・ライト・イン・ザ・ブラック A Light in the Black - 8:12

※ LP盤ではトラック1-4がA面、トラック5-6がB面に収録された。
※ 全曲がブラックモアとディオの共作。

## メンバー
- ロニー・ジェイムス・ディオ - ボーカル
- リッチー・ブラックモア - ギター
- トニー・カレイ - キーボード
- ジミー・ベイン - ベース
- コージー・パウエル - ドラムス
- マーティン・バーチ - プロデュース
- ミュンヘン・フィルハーモニー管弦楽団 - オーケストレーション（「スターゲイザー」）

## カバー
Tarot Woman
- Super Rock Summit 2『RAINBOW EYES』 - （1999年）

Starstruck
- 虹伝説『虹を継ぐ覇者』 - （1998年）
- ポール・ギルバート - インストゥルメンタル・トリビュート・アルバム『The Dio Album』（2023年）に収録[15]。

A Light in the Black
- 虹伝説『虹を継ぐ覇者』 - （1998年）

## その後
本作の発表に伴って、1976年6月6日からアメリカ・ツアー、8月31日から初の国内ツアーを行なった。さらに9月20日から10月18日まで初のヨーロッパ・ツアー、11月4日から12月16日までオーストラリア・ツアーと日本ツアーを行なった。9月25日から29日までのドイツ公演と12月の日本公演の音源は、『レインボー・オン・ステージ』（1977年）と『Live in Germany 1976』（1990年）で発表された。
1977年2月13日、ベインとカレイが解雇された。従って本作は、彼等2人が制作に携わった唯一のスタジオ・アルバムになった。